# Bars (Gers)
Bars település Franciaországban, Gers megyében. Lakosainak száma 124 fő (2022. január 1.). Bars Marseillan, Monclar-sur-Losse, Pallanne, Pouylebon, Saint-Christaud és Saint-Maur községekkel határos.

## Népesség
A település népességének változása:
| Lakosok száma | 184  | 137  | 148  | 131  | 132  | 139  | 135  | 123  | 129  | 124  |
|               | 1968 | 1982 | 1990 | 2006 | 2013 | 2015 | 2017 | 2019 | 2020 | 2022 |